# Indian Juniors 2013
Das Indian Juniors 2013 fand als bedeutendstes internationales Nachwuchsturnier von Indien im Badminton unter dem vollständigen Titel Sushant Chipalkatti Memorial India Junior International Badminton Championships 2013 vom 4. bis zum 8. September 2013 in Pune statt.

## Sieger und Platzierte
| Disziplin    | Gold                           | Silber                             | Bronze                                 |
| ------------ | ------------------------------ | ---------------------------------- | -------------------------------------- |
| Herreneinzel | Aditya Joshi                   | Kanishq Mishra                     | Harsheel Dani                          |
| Herreneinzel | Aditya Joshi                   | Kanishq Mishra                     | Kaushal Dharmamer                      |
| Dameneinzel  | Ruthvika Shivani               | Liang Xiaoyu                       | Shreyanshi Pardeshi                    |
| Dameneinzel  | Ruthvika Shivani               | Liang Xiaoyu                       | Rituparna Das                          |
| Herrendoppel | Aditya Joshi Arun George       | M. R. Arjun Chirag Shetty          | Sanyam Shukla Vinay Kumar Singh        |
| Herrendoppel | Aditya Joshi Arun George       | M. R. Arjun Chirag Shetty          | Harshit Aggarwal Karan Rajan Rajarajan |
| Damendoppel  | Maneesha Kukkapalli J. Meghana | Karishma Wadkar Revati Devasthale  | Kuhoo Garg Ningshi Block Hazarika      |
| Damendoppel  | Maneesha Kukkapalli J. Meghana | Karishma Wadkar Revati Devasthale  | Ninna Tan Liang Xiaoyu                 |
| Mixed        | Sanyam Shukla J. Meghana       | Saurabh Sharma Maneesha Kukkapalli | Santosh Ravuri Poorvisha Ram           |
| Mixed        | Sanyam Shukla J. Meghana       | Saurabh Sharma Maneesha Kukkapalli | K. P. Chaitanya D. Sudha Kalyani       |